# 浜銀総合研究所
浜銀総合研究所（はまぎんそうごうけんきゅうしょ、英文社名:Hamagin Research Institute, Ltd）は、横浜市西区にある調査・コンサルティングを行う横浜銀行グループのシンクタンク。略称は浜銀総研、HRI。

## 概要
横浜、川崎、東京地域の地場の経済状況についての調査研究が中心であるが「わが国地下経済の規模を推計する」（2001年5月発表）、「急騰する『萌え』関連株」（2005年4月発表）などの異色のレポートも発表している。
- 企業名 株式会社浜銀総合研究所
- 代表者
  - 代表取締役社長 鈴木圭一
- 沿革 1988年 設立
- 資本金 100,000,000円
- 本社 神奈川県横浜市西区みなとみらい3-1-1 横浜銀行本店ビル4階

## 事業概略
- コンサルティング

情報戦略コンサルティング、企業変革支援、人材マネジメント、ISO、内部統制
- 受託調査

都市・地域計画、経済・産業政策、行財政戦略、プロジェクト開発支援、環境政策・環境ビジネス、医療・福祉政策支援、公営企業診断
- 調査レポート

景気動向、地域経済、予測調査

## 経営理念
先見性と創造性と専門性を発揮し、幅広い情報の提供を通じて地域の将来の発展に貢献する

## 組織
- 地域戦略研究部
- 情報戦略コンサルティング部

ビジネスアナリスティクス研究室
- 経営コンサルティング部

企業変革支援G 人材・組織マネジメントG
- 調査部

産業調査室
- 会員サービス部

経営相談センター
- 企画総務部

## 著名な研究員等
- 池田茂（元企画総務部長、中野市長）
- 北田英治（調査部・主任研究員）
- 新瀧健一（調査部・主任研究員）
- 寺本明輝（経営コンサルティング部・主席コンサルタント）
- 佐藤裕弥（地域戦略研究部・主任研究員）
- 門倉貴史（元研究員、BRICs経済研究所代表）